# István Bajnok
István Bajnok (15. ledna 1941 Šahy – 20. září 2013 Komárno) byl slovenský lékař a politik maďarské národnosti, po sametové revoluci československý poslanec Sněmovny národů za hnutí Együttélés.

## Biografie
Působil jako dětský psychiatr. Vystudoval základní a střední školu v rodných Šahách. V roce 1965 absolvoval lékařství na Univerzitě Karlově v Praze (za pražských studií byl aktivní v maďarských studentských organizacích). V letech 1965–1976 pak pracoval jako lékař v Rimavské Sobotě. Pak působil v Komárně. Vedl psychiatrickou kliniku pro děti. Od roku 1965 byl členem a předním aktivistou maďarského spolku Csemadok.
Patřil mezi zakládající členy hnutí Együttélés. Ve volbách roku 1990 kandidoval do slovenské části Sněmovny národů (volební obvod Západoslovenský kraj) za hnutí Együttélés, respektive za koalici Együttélés a Maďarského křesťanskodemokratického hnutí. Mandát nabyl až dodatečně jako náhradník v červenci 1991 poté, co rezignoval poslanec László Rajczsy. Poslanecký post obhájil ve volbách roku 1992. Ve Federálním shromáždění setrval do zániku Československa v prosinci 1992. V letech 1990–1998 byl aktivní v komunálních, krajských i celostátních úrovních hnutí Együttélés.
Zemřel v září 2013.